# Пенгук (Вірджинія)
Пенгук (англ. Penhook) — переписна місцевість (CDP) в США, в окрузі Франклін штату Вірджинія. Населення — 782 особи (2020).

## Географія
Пенгук розташований за координатами 36°59′33″ пн. ш. 79°38′15″ зх. д. / 36.99250° пн. ш. 79.63750° зх. д. (36.992451, -79.637553).  За даними Бюро перепису населення США в 2010 році переписна місцевість мала площу 32,80 км², з яких 28,96 км² — суходіл та 3,84 км² — водойми.

## Демографія
Згідно з переписом 2010 року, у переписній місцевості мешкала 801 особа в 348 домогосподарствах у складі 266 родин. Густота населення становила 24 особи/км².  Було 961 помешкання (29/км²).
Расовий склад населення:
| - 85,5 % — білих - 12,4 % — чорних або афроамериканців - 0,6 % — азіатів |

До двох чи більше рас належало 0,7 %. Частка іспаномовних становила 2,1 % від усіх жителів.
За віковим діапазоном населення розподілялося таким чином: 15,0 % — особи молодші 18 років, 56,9 % — особи у віці 18—64 років, 28,1 % — особи у віці 65 років та старші. Медіана віку мешканця становила 56,5 року. На 100 осіб жіночої статі у переписній місцевості припадало 94,4 чоловіків;  на 100 жінок у віці від 18 років та старших — 99,7 чоловіків також старших 18 років.
Середній дохід на одне домашнє господарство  становив 104 494 долари США (медіана — 80 375), а середній дохід на одну сім'ю — 114 897 доларів (медіана — 98 750). За межею бідності перебувало 10,2 % осіб, у тому числі 53,8 % дітей у віці до 18 років та 3,6 % осіб у віці 65 років та старших.
Цивільне працевлаштоване населення становило 301 осіб. Основні галузі зайнятості: освіта, охорона здоров'я та соціальна допомога — 29,9 %, науковці, спеціалісти, менеджери — 14,6 %, транспорт — 13,6 %.